# Jacob Ewane
Jacob Ewane (Douala, 11 febbraio 1967) è un ex calciatore camerunese, di ruolo centrocampista.

## Carriera

### Club
Ha giocato nel campionato camerunese e belga.

### Nazionale
Con la maglia della Nazionale ha partecipato alla Coppa d'Africa nel 1992.